# 花巻町
花巻町（はなまきまち）は、岩手県稗貫郡にあった町。現在の花巻市中心部にあたる。なお、花巻市は1954年に新設合併によって発足したもので、本町とは別の自治体である。

## 地理
- 河川：北上川、豊沢川

## 歴史
- 1889年（明治22年）4月1日 - 町村制の施行により以下の町が発足。
  - 花巻村、北万丁目村および高木村の一部（字小舟渡）の区域をもって花巻町が発足。
  - 里川口村、南万丁目村および高木村の一部（中川原）が合併して里川口町が発足
- 1897年（明治30年）10月30日 - 里川口町が改称して花巻川口町となる[1]。
- 1923年（大正12年）6月1日 - 花巻川口町が根子村を編入。
- 1929年（昭和4年）4月10日 - 花巻川口町が花巻町を編入、花巻川口町が即日改称して花巻町となる[2]。
- 1954年（昭和29年）4月1日 - 太田村・宮野目村・矢沢村・湯口村・湯本村と合併して花巻市が発足。同日花巻町廃止。

## 交通

### 鉄道路線
- 日本国有鉄道
  - 東北本線
  - 釜石線
    - 花巻駅
- 花巻電鉄
  - 鉄道線（花巻温泉線）
    - 西花巻駅 - 花巻駅 - 花巻グランド前駅

  - 軌道線（鉛線）
    - 中央花巻駅 - 西花巻駅 - 西公園駅 - 石神駅

### 道路
- 国道4号
- 釜石街道（現・国道283号）

## 出身著名人
- 宮澤政次郎 - 宮沢賢治 - 宮沢トシ - 宮沢清六
- 山室機恵子
- 梅津喜八（貴族院多額納税者議員）
- 4代瀬川弥右衛門（貴族院多額納税者議員）
- 北山愛郎（花巻町長、日本社会党衆議院議員）